# Ponso
Ponso är en ort och kommun i provinsen Padova i regionen Veneto i Italien. Kommunen hade 2 397 invånare (2018).